# برزه (سوریه)
برزه (به عربی: برزة) یک منطقهٔ مسکونی در سوریه است که در دمشق واقع شده‌است. برزه ۴۷٬۳۳۹ نفر جمعیت دارد.